# Generosa (São Tomé i Príncipe)
Generosa és una localitat de São Tomé i Príncipe. Es troba al districte de Lembá, al sud-oest de l'illa de São Tomé. La seva població és de 332 (2008 est.). Les localitats més properes són Rio Leça, Ponta Figo al nord i Monte Forte a l'oest. Està connectada amb una carretera que enllaça la Ruta Nacional 2 (EN2). El nom de l'assentament, "generós", potser es deu a una ubicació que té vista sobre l'Atlàntic a una elevació més elevada en una zona de la vall.

## Evolució de la població
| 2001 | 2008 |
| 291  | 332  |